# Ypthima congoana
Ypthima congoana är en fjärilsart som beskrevs av Frans G.Overlaet 1955. Ypthima congoana ingår i släktet Ypthima och familjen praktfjärilar. Inga underarter finns listade i Catalogue of Life.